# Mussera
Mussera é uma vila e comuna angolana que se localiza na província de Zaire, pertencente ao município de Nezeto.